# Myersiella microps
Myersiella microps är en groddjursart som först beskrevs av Duméril och Gabriel Bibron 1841.  Myersiella microps ingår i släktet Myersiella och familjen Microhylidae. IUCN kategoriserar arten globalt som livskraftig. Inga underarter finns listade i Catalogue of Life.